# Vildkrapp
Vildkrapp (Rubia peregrina) är en måreväxtart som beskrevs av Carl von Linné. Enligt Catalogue of Life ingår Vildkrapp i släktet krappar och familjen måreväxter, men enligt Dyntaxa är tillhörigheten istället släktet krappar och familjen måreväxter. Arten har ej påträffats i Sverige. Inga underarter finns listade i Catalogue of Life.